# Tracer (serie de televisión)
Tracer (en hangul, 트레이서; romanización revisada, Teuleiseo), es una serie de televisión surcoreana transmitida del 7 de enero de 2022 hasta el 25 de marzo de 2022 a través de MBC. Es un drama original de Wavve y está disponible para streaming en su plataforma.

## Sinopsis
La serie es un drama de venganza ambientado en la División de Impuestos de la Oficina Regional de Seúl.
Hwang Dong-joo, es el nuevo jefe de la unidad de división de impuestos 5 de la Oficina de Investigaciones del Servicio Nacional de Impuestos, es un hombre joven guapo pero con una lengua afilada, que trabaja duro para rastrear el dinero que está oculto al servicio de impuestos.
Por otro lado, In Tae-joon, es un hombre ambicioso que se ha ganado el camino hasta el puesto de Comisionado a través de acciones corruptas e ilegales, mientras mantiene su actitud arrogante.
Dentro del equipo de Dong-joo se encuentra Seo Hye-young, una mujer con una personalidad brillante y su jefe es Oh Young.

## Reparto

### Personajes principales
- Im Si-wan como Hwang Dong-joo, un ex contador que ahora es el jefe de la Oficina de Impuestos de la Rama Central del Servicio Nacional de Impuestos.[7]
  - Park Min-soo como Dong-joo de joven (Ep. 1).
- Go Ah-sung como Seo Hye-young, una miembro del equipo de la 5.ª Oficina de Impuestos.[8]
- Son Hyun-joo como In Tae-joon, el comisionado de la oficina de investigaciones de la Oficina Regional de Seúl que llegó hasta donde está a través de acciones corruptas e ilegales.[9]
- Park Yong-woo como Oh Young, el gerente de la 5.ª Oficina de Impuestos (Tax Country 5).[10]
  - Lee Ye-bit como Hye-young de pequeña.

### Personajes secundarios

#### Sede del Servicio Nacional de Impuestos
- Park Ji-il como Baek Seung-ryong, el comisionado de la Sede del Servicio Nacional de Impuestos.
- Chu Sang-mi como Min So-jeong, la comisionada adjunto de la Sede del Servicio Nacional de Impuestos.
- Choi Jun-young como In Do-hoon, el hijo de In Tae-joon y director de la División de Inspección de la Oficina de Impuestos Regional Central.
- Choi Bum-ho como Cha Byung-hoon, un miembro de la sede del Servicio Nacional de Impuestos.
- Lee Chang como Lim Chang-suk, un miembro de la dirección de Impuestos Corporativos, Sede del Servicio Nacional de Impuestos.
- Ahn Chan-woong como Lee, un líder de equipo.
- Hong A-ron como un inspector.
- Min Choong-suk como Min Chang-sik.
- Choi Jung-hwa como Chun Joo-young.
- Song Hoon como un auditor en jefe de sección (Ep. 6).
- Park Sang-jong como Kim Min-soo, un comisionado (Ep. 9).

#### Oficina Regional de NTS en Joongang
- Kim Do-hyun como Cho Jin-gi.[11]
- Jeon Bae-soo como Jang Jung-il, un miembro de la oficina regional de NTS en Joongang.
- Yeon Je-wook como Park Sung-ho, un miembro de la oficina regional de NTS en Joongang.
- Lee Kyu-hoe como Lee Ki-dong, un miembro de la oficina regional de NTS en Joongang.
- Yoon Se-woong como Ahn Sung-sik, un miembro de la oficina regional de NTS en Joongang.
- Jeon Ik-ryeong como Ahn Kyung-hee, una miembro de la oficina regional de NTS en Joongang.
- Moon Won-joo como Ko Dong-won, un miembro de la oficina regional de NTS en Joongang.
- Moon Soo-in como Kim Han-bin, un miembro del equipo 1 de la Oficina de Impuestos 5 de la Oficina del Distrito Central de NTS en Joongang.[12]
- Na Seok-min como Kwon Young-ho, un miembro de la oficina regional de NTS en Joongang.
- Oh Seung-chan como un empleado de la oficina regional de NTS en Joongang (Ep. 3).
- Lee Jin-sung como un empleado de la oficina regional de NTS en Joongang (Ep. 3).
- Park Jung-min como el jefe de sección de la oficina 4.
- Park Jin-young como una personal de la división de gestión (Ep. 4).
- Jang Joon-hyun como Jang Joon-hyun.
- Kim Jin como la secretaria de In Tae-joon.
- Park Sang-hwi como Sung Soo-hyun, el líder del equipo (Ep. 6).
- Choi Joon-hyuk como Jin Sung-kwon (Ep. 6).

#### Oficina Regional de NTS en Namju
- Kim Gook-hee como Noh Sun-joo, una miembro de la oficina regional de NTS en Namju.[13]

#### Caso Oz F&B
- Kim Joon-bum como Geum Dong-shik (Ep. 2-3).
- Im Seon-woo como Shin Da-hye, la directora de Oz F&B, quien está siendo investigada por evasión de impuestos por las cinco oficinas de impuestos (Ep. 2-3).
- Park Wan-kyu como Lee Young-suk (Ep. 2-3).
- Yoo Jong-yeon como Han Kyung-pyo (Ep. 2-3).
- Cha Geon-woo como el señor Lim, un contador fiscal (Ep. 2).
- Lee Han-ik como Lee Jung-ho (Ep. 2-3).

#### Caso Gold Cash
- Song Duk-ho como Lee Choong-ho (Ep. 4-5).[14]
- Kim Joo-ah como la madre de Lee Choong-ho (Ep. 4-5).
- Shin Ki-hwan como Yoon Kyung-jin.
- Kim Young-sung como el señor Joo, el director de Gold Cash.
- Lee Suk como un prestamista de Gold Cash.
- Yoo Dong-hun como Dong Hoon, un prestamista.
- Kim Pyung-jo como un empleado de Time Wash.
- Kim Tae-baek como un denunciante que acusa el acto injusto y brutal de los usureros (Ep. 4).
- Lee Yu-jin como una masajista (Ep. 5).
- Song Yeon-soo como Kim Woo-gyun (Ep. 5).
- Lee Dong-geun como un oficial de la policía (Ep. 5).
- Seo Jeong-shik como el director ejecutivo de Grand Cash (Ep. 7).
- Shin Jae-hwan como un CEO de usureros (Ep. 7).

#### Caso del Banco Sancho
- Kim Tae-hyang como Heo Jong-soo, el vicepresidente.
- Kang Seung-ho como Han Kyung-mo, un hombre involucrado en el caso del banco Sancho.
- Lee Yoon-jae como Nam Joo-seung (Ep. 9-10).
- Park Yoon-hee como Jin Young-seok, el CEO (Ep. 10).
- Kim Yeon-kyo como Jung Da-kyung (Ep. 10).
- Joo Yeon-a como una empleada del banco (Ep. 10).
- Oh Moon-kang como criminal (Ep. 10).

### Otros personajes
- Hwang Byung-kook como Kim Suk-min, un reportero.
- Mi So-yun como Yoon, una reportera.
- Lee Jung-shik como Kim Young-tae, un miembro de la oficina del fiscal.[15]
- Lee Gun-myung como Ha Woong, un miembro de la oficina del fiscal.
- Lee Chang-hoon como Ryu Yong-shin, el director financiero de PQ Group.
- Baek Sung-chul como Ryu Do-hyung, un miembro de PQ Group.
- Jo Seung-yun como Seo Young-jae, el CEO de Jaesong Construction.
- Kim Byung-gi como Seo Byung-ki, el presidente de Jaesong Construction.
- Oh Il-young como un exjefe de policía.
- Kim Il-woo como el director ejecutivo de contabilidad fiscal de Gang Seong (Ep. 1).
- Jung Min-gyul como la gerente de contabilidad fiscal de Gang Seong (Ep. 1).
- Joo Yeon-woo como Byun Bong-sook (Ep. 1).
- Park Kyung-hoon como un paciente del hospital y el esposo de la una mujer embarazada (Ep. 1-2).
- Jang Sung-yoon como una mujer embarazada (Ep. 1-2).
- Han Sang-chul como un mayorista enojado (Ep. 1).
- Kim Ki-yeon como una madam de Gangnam (Ep. 1).
- Seo Seung-won como un contador fiscal (Ep. 1).
- Noreen Joyce Guerra como una empleada del Servicio Nacional de Impuestos (Ep. 1, 7).
- Jo Seung-yeon como la esposa de Ahn Sung-sik (Ep. 3).
- Choi Ji-yeon como Seo Eun-hee.
- Kim Soo-hyung como la hermana mayor de Seo Hye-young.
- Lim Yong-soon como el suegro de Seo Hye-young (Ep. 5).
- Jo Yoo-jung como la suegra de Seo Hye-young (Ep. 5).
- Yoo Dong-hun como Yoon Kyung-jin.
- Im Yu-ran como la esposa de Seo Young-jae (Ep. 7).
- Jo Joon-hyung como Nam Si-hoon, un asambleísta (Ep. 8).
- Yoon Kwan-woo	como un empleado del restaurante (Ep. 8).
- Lee Dong-kyu como un presentador (Ep. 9).
- Lee Seung-joon como un mecánico (Ep. 9).

### Apariciones especiales
- Woo Hyun como Yang Young-soon, un presidente (Ep. 1-2).
- Park Ho-san como Hwang Chul-min, el padre de Hwang Dong-joo.

## Episodios
La serie está conformada por dieciséis episodios, la primera temporada con ocho episodios se emitió del 7 al 29 de enero de 2022, con transmisión de televisión simultánea a través de MBC TV. Los ocho episodios de la segunda temporada fueron emitidos del 26 de febrero al 25 de marzo de 2022 por transmisión televisiva y por medio de Wavve el 18 de febrero de 2022.

### Índice de audiencia
Los números en color rojo indican las calificaciones más bajas, mientras que los números en azul indican las calificaciones más altas.

#### Primera temporada
| Episodio | Fecha de emisión    | Participación promedio de audiencia | Participación promedio de audiencia | Participación promedio de audiencia |
| Episodio | Fecha de emisión    | Nielsen Korea                       | Nielsen Korea                       | TNmS                                |
| Episodio | Fecha de emisión    | Nacional                            | Seúl                                | Nacional                            |
| -------- | ------------------- | ----------------------------------- | ----------------------------------- | ----------------------------------- |
| 1        | 7 de enero de 2022  | 7.4 % (11.ª)                        | 8.0 % (9.ª)                         | 5.9 % (11.ª)                        |
| 2        | 8 de enero de 2022  | 6.0 % (13.ª)                        | 6.5 % (10.ª)                        | 4.4 % (18.ª)                        |
| 3        | 14 de enero de 2022 | 8.6 % (7.ª)                         | 9.0 %                               | 6.5 % (9.ª)                         |
| 4        | 15 de enero de 2022 | 7.7 % (6.ª)                         | 8.7 % (3.ª)                         | 5.5 % (14.ª)                        |
| 5        | 21 de enero de 2022 | 8.0 % (8.ª)                         | 8.7 % (8.ª)                         | 5.9 % (10.ª)                        |
| 6        | 22 de enero de 2022 | 7.8 % (6.ª)                         | 8.6 % (2.ª)                         | 4.9 % (18.ª)                        |
| 7        | 28 de enero de 2022 | 7.8 % (8.ª)                         | 8.1 % (8.ª)                         | 5.6 % (13.ª)                        |
| 8        | 29 de enero de 2022 | 7.6 % (6.ª)                         | 8.0 % (2.ª)                         | 5.1 % (15.ª)                        |

#### Segunda temporada
| Episodio | Fecha de emisión      | Participación promedio de audiencia | Participación promedio de audiencia | Participación promedio de audiencia |
| Episodio | Fecha de emisión      | Nielsen Korea                       | Nielsen Korea                       | TNmS                                |
| Episodio | Fecha de emisión      | Nacional                            | Seúl                                | Nacional                            |
| -------- | --------------------- | ----------------------------------- | ----------------------------------- | ----------------------------------- |
| 9        | 26 de febrero de 2022 | 5.0 % (19.ª)                        | 5.0 % (18.ª)                        | N/A                                 |
| 10       | 26 de febrero de 2022 | 6.2 % (11.ª)                        | 6.4 % (9.ª)                         | N/A                                 |
| 11       | 5 de marzo de 2022    | 4.6 % (18.ª)                        | 4.8 % (15.ª)                        | 4.4 % (18.ª)                        |
| 12       | 11 de marzo de 2022   | 6.5 % (9.ª)                         | 6.9 % (9.ª)                         | 4.8 % (18.ª)                        |
| 13       | 12 de marzo de 2022   | 4.1 % (21st)                        | 4.3 % (20.ª)                        | N/A                                 |
| 14       | 18 de marzo de 2022   | 8.1 % (7.ª)                         | 8.5 % (5.ª)                         | 4.8 % (15.ª)                        |
| 15       | 19 de marzo de 2022   | 6.1 % (13.ª)                        | 6.5 % (10.ª)                        | 4.5 % (19.ª)                        |
| 16       | 25 de marzo de 2022   | 9.0 % (5.ª)                         | 9.8 % (4.ª)                         | 6.0 % (11.ª)                        |
| Promedio |                       |                                     |                                     |                                     |

## Banda sonora
El OST de la serie está conformado por las siguientes canciones:

### Parte 1
| No. | Intérpretes | Canción                 | Letra                   | Música                        | Duración |
| --- | ----------- | ----------------------- | ----------------------- | ----------------------------- | -------- |
| 1   | A.C.E       | "Buzzer Beater"         | Cho Yu-ri (Jam Factory) | Kim Myeong-kyu y Young Chance | 2:58     |
| 2   |             | "Buzzer Beater" (Inst.) | -                       | Kim Myeong-kyu y Young Chance | 2:58     |

### Parte 2
| No. | Intérprete   | Canción        | Letra                        | Música                   | Duración |
| --- | ------------ | -------------- | ---------------------------- | ------------------------ | -------- |
| 1   | Salt N Paper | "Rest"         | Zozo (Eldorado) y Shin Sarah | Jang Won y Cha Dong-hoon | 3:02     |
| 2   |              | "Rest" (Inst.) | -                            | Jang Won y Cha Dong-hoon | 3:02     |

### Parte 3
| No. | Intérprete   | Canción        | Letra                             | Música                    | Duración |
| --- | ------------ | -------------- | --------------------------------- | ------------------------- | -------- |
| 1   | Jang Hee-won | "Dawn" (새벽)  | Jang Hee-won y Enchanter (Whoami) | Jang Hee-won y Enchanter) | 3:23     |
| 2   |              | "Dawn" (Inst.) | -                                 | Jang Hee-won y Enchanter  | 3:23     |

### Parte 4
| No. | Intérpretes                 | Canción              | Letra                       | Música                       | Duración |
| --- | --------------------------- | -------------------- | --------------------------- | ---------------------------- | -------- |
| 1   | HeeJin & JinSoul (de Loona) | "Masquerade"         | Jeff Kim y Limno (Eldorado) | Brown Code, Hanye y Jeff Kim | 3:12     |
| 2   |                             | "Masquerade" (Inst.) | -                           | Brown Code, Hanye y Jeff Kim | 3:12     |

### Parte 5
| No. | Intérprete | Canción        | Letra                | Música   | Duración |
| --- | ---------- | -------------- | -------------------- | -------- | -------- |
| 1   | Im Si-wan  | "Fire"         | Im Si-wan y Nuvocity | Nuvocity | 3:30     |
| 2   |            | "Fire" (Inst.) | -                    | Nuvocity | 3:31     |

### Parte 6
| No. | Intérprete | Canción              | Letra                              | Música                 | Duración |
| --- | ---------- | -------------------- | ---------------------------------- | ---------------------- | -------- |
| 1   | Suran      | "One & Only"         | Jeff Kim, Hanye y Limno (Eldorado) | Jeong Do-young y Hanye | 3:34     |
| 2   |            | "One & Only" (Inst.) | -                                  | Jeong Do-young y Hanye | 3:34     |

## Premios y nominaciones
| Año  | Categoría   | Premios                  | Nominado(a) | Resultado |
| ---- | ----------- | ------------------------ | ----------- | --------- |
| 2022 | Mejor actor | 58th Baeksang Arts Award | Im Si-wan   | Pendiente |

## Producción
La dirección está a cargo de Lee Seung-young (이승영), el guion por Kim Hyun-jung (김현정) y la producción está en manos de Kim Na-young, Kang Young-mo y Park Jae-seop. La serie es distribuida por Wavve y la MBC, y cuenta con el apoyo de la compañía de producción West World Story.

### Recepción
El 11 de enero de 2022, Good Data Corporation compartió su nueva clasificación de los dramas y miembros del elenco que generaron más revuelo durante la semana. Las listas se compilaron a partir del análisis de artículos de noticias, publicaciones de blogs, comunidades en línea, videos y publicaciones en redes sociales sobre los dramas que están actualmente al aire o que saldrán al aire próximamente. La serie obtuvo el puesto número 6 en la lista de dramas, más comentados de la semana. Mientras que el actor Im Siwan ocupó el puesto 9 dentro de los diez miembros del elenco más comentados de la semana.
El 18 de enero de 2022, Good Data Corporation compartió su nueva clasificación de los dramas y miembros del elenco que generaron más revuelo durante la semana. Las listas se compilaron a partir del análisis de artículos de noticias, publicaciones de blogs, comunidades en línea, videos y publicaciones en redes sociales sobre los dramas que están actualmente al aire o que saldrán al aire próximamente. La serie obtuvo el puesto número 6 en la lista de dramas, más comentados de la semana.
El 25 de enero de 2022, Good Data Corporation compartió su nueva clasificación de los dramas y miembros del elenco que generaron más revuelo durante la semana. Las listas se compilaron a partir del análisis de artículos de noticias, publicaciones de blogs, comunidades en línea, videos y publicaciones en redes sociales sobre los dramas que están actualmente al aire o que saldrán al aire próximamente. La serie obtuvo el puesto número 6 en la lista de dramas, más comentados de la semana.
El 4 de febrero de 2022, Good Data Corporation compartió su nueva clasificación de los dramas y miembros del elenco que generaron más revuelo durante la semana. Las listas se compilaron a partir del análisis de artículos de noticias, publicaciones de blogs, comunidades en línea, videos y publicaciones en redes sociales sobre los dramas que están actualmente al aire o que saldrán al aire próximamente. La serie obtuvo el puesto número 5 en la lista de dramas, más comentados de la semana.
El 8 de febrero de 2022, Good Data Corporation compartió su nueva clasificación de los dramas y miembros del elenco que generaron más revuelo durante la semana. Las listas se compilaron a partir del análisis de artículos de noticias, publicaciones de blogs, comunidades en línea, videos y publicaciones en redes sociales sobre los dramas que están actualmente al aire o que saldrán al aire próximamente. La serie obtuvo el puesto número 6 en la lista de dramas, más comentados de la semana.
El 22 de febrero de 2022, Good Data Corporation compartió su nueva clasificación de los dramas y miembros del elenco que generaron más revuelo durante la semana. Las listas se compilaron a partir del análisis de artículos de noticias, publicaciones de blogs, comunidades en línea, videos y publicaciones en redes sociales sobre los dramas que están actualmente al aire o que saldrán al aire próximamente. La serie obtuvo el puesto número 6 en la lista de dramas, más comentados de la semana.
El 2 de marzo de 2022, Good Data Corporation compartió su nueva clasificación de los dramas y miembros del elenco que generaron más revuelo durante la semana. Las listas se compilaron a partir del análisis de artículos de noticias, publicaciones de blogs, comunidades en línea, videos y publicaciones en redes sociales sobre los dramas que están actualmente al aire o que saldrán al aire próximamente. La serie obtuvo el puesto número 9 en la lista de dramas, más comentados de la semana.
El 8 de marzo de 2022, Good Data Corporation compartió su nueva clasificación de los dramas y miembros del elenco que generaron más revuelo durante la semana. Las listas se compilaron a partir del análisis de artículos de noticias, publicaciones de blogs, comunidades en línea, videos y publicaciones en redes sociales sobre los dramas que están actualmente al aire o que saldrán al aire próximamente. La serie obtuvo el puesto número 10 en la lista de dramas, más comentados de la semana.